# Liste der Baudenkmäler in Bad Honnef
Die Liste der Baudenkmäler in Bad Honnef enthält die denkmalgeschützten Bauwerke auf dem Gebiet der Stadt Bad Honnef im Rhein-Sieg-Kreis in Nordrhein-Westfalen (Stand: Dezember 2021). Diese Baudenkmäler sind in der Denkmalliste der Stadt Bad Honnef eingetragen; Grundlage für die Aufnahme ist das Denkmalschutzgesetz Nordrhein-Westfalen (DSchG NRW).

## Liste
| Bild                                                    | Bezeichnung                                                      | Lage                                                                   | Beschreibung | Bauzeit                                                                     | Eingetragen seit   | Denkmal- nummer |
| ------------------------------------------------------- | ---------------------------------------------------------------- | ---------------------------------------------------------------------- | --- | --------------------------------------------------------------------------- | ------------------ | --------------- |
| Grabkreuze                                              | Grabkreuze                                                       | Aegidienberg Aegidienberger Straße (Friedhof) Karte                    | | 17./18. Jahrhundert                                                         | 7. September 2021  | A 284           |
| BW                                                      | Gedenkkreuz                                                      | Aegidienberg Aegidienberger Straße / Friedensstraße 5 (Friedhof) Karte | |                                                                             | 13. August 2021    | A 283           |
| weitere Bilder                                          | „Separatisten-Abwehr“-Denkmal                                    | Aegidienberg Aegidienberger Straße / Höveler Straße Karte              | | 1935                                                                        | 23. September 2019 | A 109           |
| Votivkreuz                                              | Votivkreuz                                                       | Aegidienberg Aegidienberger Straße/Hupperichweg Karte                  | | 1885                                                                        | 14. Dezember 1993  | A 185           |
| BW                                                      | Wegekreuz                                                        | Aegidienberg Aegidienberger Straße / Leonhard-Kraus-Straße Karte       | |                                                                             | 17. November 2020  | A 158           |
| Votivkreuz                                              | Votivkreuz                                                       | Aegidienberg Aegidiusplatz Karte                                       | | 1822                                                                        | 14. Dezember 1993  | A 186           |
| weitere Bilder                                          | Kath. Pfarrkirche St. Aegidius                                   | Aegidienberg Aegidiusplatz 20 Karte                                    | |                                                                             | 30. Mai 1988       | A 133           |
| weitere Bilder                                          | Kriegerdenkmal (Löwendenkmal)                                    | Alexander-von-Humboldt-Straße (Stadtgarten) Karte                      | für Gefallene des Rheinischen Fußartillerie-Regiments Nr. 8 im Ersten Weltkrieg; beim Neubau der B 42 in den 1950er-Jahren, ein weiteres Mal 1964 an die Girardetallee und 2015 hierher versetzt                                                           | 1927 (Löwenskulptur), 1929 (Sockel)                                         | 18. Juni 1997      | A 263           |
| weitere Bilder                                          | Wegekreuz                                                        | Aegidienberg Am Kirchberg 15 Karte                                     | |                                                                             | 14. Dezember 1993  | A 187           |
| BW                                                      | Wohnhaus                                                         | Am Kreizekranz 2 (ehem. Gartenhaus Frankenweg 44) Karte                | |                                                                             | 12. Juni 1996      | A 255           |
| BW                                                      | Wohnhaus (Lille Brøndegaard)                                     | Am Sperrbaum 6a Karte                                                  | Wohnhaus des Architekten Fritz August Breuhaus de Groot (Bauherr und Architekt); Name bedeutet „Kleiner Brunnenhof“:60 | 1951–1952                                                                   | 19. Oktober 2006   | A 290           |
| weitere Bilder                                          | Grabkreuz „Österreicher Kreuz“                                   | Ecke Am Wolfshof / Am Schönblick Karte                                 | Steinkreuz, barocke Formen, schmiedeeisernes Gitter mit Habsburger Doppeladler; Erinnerung an Tod österreichischer Soldaten 1793 in Honnef in Folge des Ersten Koalitionskriegs                                                                            | 1793, 1892/1895 neu aufgestellt                                             | 13. Oktober 1993   | A 168           |
| weitere Bilder                                          | Wohnhaus                                                         | An St. Göddert 12 Karte                                                | ehemaliges Gärtnerhaus der Villa Hauptstraße 6 | 1871                                                                        | 10. Juli 1991      | A 148           |
| weitere Bilder                                          | Jüdischer Friedhof                                               | Auf der Helte 29b Karte                                                | älteste Begräbnisstelle der Stadt; 84 Grabsteine; hohe Lebensbäume | 1666–1947                                                                   | 8. Juli 1986       | A 82            |
| weitere Bilder                                          | Wegekreuz                                                        | Ecke Austraße/Rheinpromenade Karte                                     | „Schifferkreuz“; Eifeler Lavagestein, spitzbogige Nische, Inschrift und zwei Wappen:95 | 1683                                                                        | 13. Oktober 1993   | A 170           |
| weitere Bilder                                          | ehemaliges Badehaus                                              | Austraße 25 Karte                                                      | Formensprache der italienischen Renaissance; wurde als „Fürstenbad“ bezeichnet:90 | 1898                                                                        | 11. August 1983    | A 31            |
| Wohn- und Geschäftshaus                                 | Wohn- und Geschäftshaus                                          | Bahnhofstraße 2b Karte                                                 | Architekt: Ottomar Stein:122 | 1903                                                                        | 20. Juni 1985      | A 74            |
| weitere Bilder                                          | Passionskreuz                                                    | Bahnhofstraße 2b Karte                                                 | „Dells Kreuz“; Trachytkreuz mit gotisierenden Formen:15; 1982 renoviert und wiedererrichtet | Anfang 17. Jh.                                                              | 30. April 1998     | A 267           |
| Wohngebäude                                             | Wohngebäude                                                      | Bahnhofstraße 26b Karte                                                | | 1902                                                                        | 30. März 2021      | A 114           |
| weitere Bilder                                          | Pfarrhaus, Torbogen und Wegekreuz: Pfarrhaus                     | Bergstraße (1) Karte                                                   | | 1913–1914:287                                                               | 25. Oktober 1983   | A 36            |
| weitere Bilder                                          | Pfarrhaus, Torbogen und Wegekreuz: Torbogen                      | Bergstraße (1) Karte                                                   | ehemals zum Siegburger Hof an der Rommersdorfer Straße (1817 abgebrochen:287) gehörend:23; laut Inschrift aus Abbruchmaterial der Abtei Heisterbach errichtet:23                                                                                           | spätromanisch:23                                                            | 25. Oktober 1983   | A 36            |
| Pfarrhaus, Torbogen und Wegekreuz: Wegekreuz            | Pfarrhaus, Torbogen und Wegekreuz: Wegekreuz                     | Bergstraße (1) Karte                                                   | ehemaliges Prozessionskreuz, früherer Standort: Rommersdorfer Straße/Clemens-Adams-Straße:23; aus Wolkenburger Andesit gearbeitet:23 | zwischen 1714 und 1723                                                      | 25. Oktober 1983   | A 36            |
| weitere Bilder                                          | Küsterhaus                                                       | Bergstraße 2/Kirchplatz Karte                                          | Fachwerkhaus; repräsentativ und verziert | 18. Jahrhundert                                                             | 25. Oktober 1983   | A 37            |
| Wohn- und Geschäftshaus                                 | Wohn- und Geschäftshaus                                          | Bergstraße 3 Karte                                                     | | 1911                                                                        | 25. Oktober 1983   | A 38            |
| Wohnhäuser                                              | Wohnhäuser                                                       | Bergstraße 4 u. 6 Karte                                                | |                                                                             | 25. Oktober 1983   | A 39            |
| Wohn- und Geschäftshaus                                 | Wohn- und Geschäftshaus                                          | Bergstraße 7 Karte                                                     | | 1914                                                                        | 25. Oktober 1983   | A 40            |
| weitere Bilder                                          | Reha-Zentrum (früher Sanatorium Hohenhonnef)                     | Bergstraße 110–114 (Hohenhonnef) Karte                                 | Stil der französischen Schlossarchitektur | 1891–1892 (Hauptgebäude)                                                    | 25. Oktober 1983   | A 41            |
| weitere Bilder                                          | Wohnhaus                                                         | Bernhard-Klein-Straße 3 Karte                                          | englischer Landhausstil:29; Architekten: Stein und Happ:124 | 1906                                                                        | 28. Juni 1989      | A 137           |
| Wohnhaus                                                | Wohnhaus                                                         | Bernhard-Klein-Straße 5 Karte                                          | Architekten: Stein und Happ:124 | 1905                                                                        | 13. Oktober 1993   | A 181           |
| Wohnhaus                                                | Wohnhaus                                                         | Bernhard-Klein-Straße 7 Karte                                          | | 1905                                                                        | 8. Juli 1986       | A 86            |
| weitere Bilder                                          | Wohnhaus                                                         | Bernhard-Klein-Straße 9 Karte                                          | „Haus Felicitas“; flache Ornamentik, runder Eckerker, Rundbogenfenster im Giebel; Architekten: Stein und Happ:124 | 1904–1905                                                                   | 9. November 1993   | A 182           |
| weitere Bilder                                          | Wohnhaus                                                         | Bernhard-Klein-Straße 11 Karte                                         | dem geometrischen Jugendstil entlehnte Ornamente:29; Architekten: Stein und Happ:124 | 1904–1905                                                                   | 14. Dezember 1993  | A 192           |
| Wohnhaus                                                | Wohnhaus                                                         | Bernhard-Klein-Straße 15 Karte                                         | | 1909                                                                        | 2. März 1994       | A 198           |
| weitere Bilder                                          | Wohnhaus                                                         | Bernhard-Klein-Straße 15a/Schülgenstraße Karte                         | | 1909                                                                        | 14. Dezember 1993  | A 193           |
| weitere Bilder                                          | Wohnhaus                                                         | Bernhard-Klein-Straße 19 Karte                                         | im Westgiebel stuckiertes Wappen der Grafen von Nesselrode:63 (Erbauer des Hauses), Treppenhaus mit Bleiverglasung; zeitweise Nutzung durch Schulbehörde; 1996/97 umfassende Restaurierung                                                                 | 1899                                                                        | 14. Dezember 1993  | A 194           |
| Prozessionskreuz                                        | Prozessionskreuz                                                 | Beueler Kreuz Karte                                                    | zur Erinnerung an dort abgerissene „Beueler Kapelle“:88 | um 1800                                                                     | 13. Oktober 1993   | A 169           |
| Wohnhaus                                                | Wohnhaus                                                         | Beueler Kreuz 6 Karte                                                  | |                                                                             | 8. Juli 1986       | A 83            |
| Wohnhaus                                                | Wohnhaus                                                         | Beueler Straße 6/Brückenstraße Karte                                   | Fachwerkhaus |                                                                             | 25. Oktober 1983   | A 42            |
| Wohnhaus                                                | Wohnhaus                                                         | Beueler Straße 53 Karte                                                | Fachwerkhaus | 1836                                                                        |                    | A 115           |
| Wohnhaus                                                | Wohnhaus                                                         | Beueler Straße 60 Karte                                                | Fachwerkhaus |                                                                             | 4. November 1996   | A 261           |
| Wohnhaus                                                | Wohnhaus                                                         | Bismarckstraße 6 (alt: 2) Karte                                        | | 1897                                                                        | 16. Dezember 1981  | A 11            |
| Wohnhaus                                                | Wohnhaus                                                         | Bismarckstraße 8 (alt: 4) Karte                                        | | 1897                                                                        | 5. November 1981   | A 10            |
| Wohnhaus                                                | Wohnhaus                                                         | Bismarckstraße 10 (alt: 6) Karte                                       | | vor 1903                                                                    | 5. November 1981   | A 9             |
| Wohnhaus                                                | Wohnhaus                                                         | Bismarckstraße 31 (alt: 1) Karte                                       | Formensprache der deutschen Spätrenaissance | 1893                                                                        | 5. November 1981   | A 8             |
| weitere Bilder                                          | Wohnhaus                                                         | Bismarckstraße 34 Karte                                                | |                                                                             | 5. September 1996  | A 116           |
| Wohnhaus                                                | Wohnhaus                                                         | Bismarckstraße 35 (alt: 3 a) Karte                                     | | 1897                                                                        | 20. Juni 1985      | A 70            |
| Wohnhaus                                                | Wohnhaus                                                         | Bismarckstraße 37a (alt: 5) Karte                                      | | 1873                                                                        | 16. Dezember 1981  | A 12            |
| Wohnhaus                                                | Wohnhaus                                                         | Bismarckstraße 39 / Königin-Sophie-Straße Karte                        | |                                                                             | 12. August 1983    | A 34            |
| weitere Bilder                                          | Wohnhaus                                                         | Bismarckstraße 47 Karte                                                | urspr. Höhere Töchterschule; Architekt: Wilhelm Freiherr von Tettau | 1905–1906                                                                   | 23. November 1990  | A 146           |
| weitere Bilder                                          | Wohnhaus                                                         | Bismarckstraße 71 (alt: 35) Karte                                      | Fachwerkhaus; ehemals geschlossene Hofanlage; ab 1910 Abriss von Nebengebäuden |                                                                             | 25. Oktober 1983   | A 43            |
| Fachwerkhaus                                            | Fachwerkhaus                                                     | Bismarckstraße 73 (alt: 37) Karte                                      | Fachwerkhaus |                                                                             | 24. September 1984 | A 60            |
| weitere Bilder                                          | Wohnhaus (Haus Mayer-Kuckuk)                                     | Böckingstraße 9 Karte                                                  | Einfamilienhaus in Systembauweise; Architekt: Wolfgang Döring | 1967                                                                        | 12. Juli 2007      | A 280           |
| weitere Bilder                                          | Ulanendenkmal                                                    | Drachenfels/Rhöndorf Karte                                             | für die im Ersten Weltkrieg Gefallenen des Ulanen-Regiments Großherzog Friedrich von Baden (Rheinisches) Nr. 7; Architekt: Emil Fahrenkamp | 1925                                                                        | 24. September 1984 | A 61            |
| weitere Bilder                                          | Weinberghäuschen                                                 | Drachenfelsstraße Karte                                                | sog. „Duffes“, Wachhäuschen für Weintraubenhüter in den Rhöndorfer Weinbergen am Drachenfels:17, 116 | 1909                                                                        | 8. August 1984     | A 59            |
| weitere Bilder                                          | Haus im Turm mit Nebengebäuden und Parkanlage                    | Drachenfelsstraße 4–7 Karte                                            | | 1830–1832, 1877/78 (jeweils umfassende Umbauten)                            | 27. August 1981    | A 3             |
| weitere Bilder                                          | ehem. Hotel Wolkenburg                                           | Drachenfelsstraße 2 / Rhöndorfer Straße Karte                          | zweigeschossig mit Fachwerkoberbau und Dreiecksgiebel; Architekt (1913): Ottomar Stein | 1779, 1913                                                                  | 8. September 1981  | A 6             |
| weitere Bilder                                          | Wohnhaus                                                         | Drachenfelsstraße 11 Karte                                             | Fachwerkhaus | 1709                                                                        | 29. April 1992     | A 44            |
| weitere Bilder                                          | Ziepchen, Drachenfelsquelle                                      | Drachenfelsstraße 16, Ziepchesplatz Karte                              | Drachenfelsquelle von 1844 bis 1949, früher bedeutendster Brunnen in Rhöndorf, diente auch als Löschwasserteich; „Ziepe“=ständig fließender Brunnen; 2004 restauriert und vergrößert                                                                       | 1949                                                                        | 25. Oktober 1983   | A 46            |
| weitere Bilder                                          | Wohn- und Geschäftshaus                                          | Drachenfelsstraße 21 / Löwenburgstraße Karte                           | Fachwerkhaus; seit 1892 Café Profittlich | 1731, 1924/1926 (Konditorei/Café)                                           | 25. Oktober 1983   | A 45            |
| weitere Bilder                                          | Haus Domley (Villa)                                              | Drachenfelsstraße 28 Karte                                             | Architekt: Johann Georg Eberlein:821 | 1904–1905                                                                   | 24. September 1984 | A 62            |
| weitere Bilder                                          | Wohnhaus                                                         | Frankenweg 2 Karte                                                     | traditionelles Landhaus mit Fachwerk verkleidet:29; Bauherr: Wilhelm Girardet, Architekt: Ottomar Stein:125 | 1912                                                                        | 25. Oktober 1983   | A 48            |
| Wohnhaus                                                | Wohnhaus                                                         | Frankenweg 4 Karte                                                     | Bauherr: Wilhelm Girardet, Architekt: Ottomar Stein | 1912                                                                        | 25. Oktober 1983   | A 49            |
| Wohnhaus                                                | Wohnhaus                                                         | Frankenweg 41 Karte                                                    | | 1912                                                                        | 30. Mai 1996       | A 254           |
| weitere Bilder                                          | Wohnhaus                                                         | Frankenweg 44 Karte                                                    | „Villa Oberhoff“; Architekt: Ottomar Stein:126 | 1905                                                                        | 23. April 1996     | A 252           |
| Wohnhaus                                                | Wohnhaus                                                         | Frankenweg 46 Karte                                                    | Bauherr: Franz Statz | 1901                                                                        | 28. November 1985  | A 248           |
| Wohnhaus                                                | Wohnhaus                                                         | Frankenweg 48 Karte                                                    | | 1909                                                                        | 20. Dezember 1995  | A 251           |
| Wohnhaus                                                | Wohnhaus                                                         | Frankenweg 52 Karte                                                    | Reformarchitektur; Architekt: Johann Georg Eberlein:821 | 1892                                                                        | 9. April 1996      | A 249           |
| weitere Bilder                                          | Wohnhaus                                                         | Frankenweg 54 Karte                                                    | Reformarchitektur | 1912                                                                        | 21. Dezember 1995  | A 250           |
| weitere Bilder                                          | Wegekreuz                                                        | Frankenweg 127 (Rhöndorfer Kirche) Karte                               | | 1608 (Inschrift)                                                            | 15. Juli 1997      | A 264           |
| Grabplatte                                              | Grabplatte                                                       | Frankenweg 127 (Rhöndorfer Kirche) Karte                               | Grabplatte von Heinrich von Drachenfels († 1530), des letzten Burggrafen von Drachenfels | 1530                                                                        | 17. Dezember 2020  | A 111           |
| weitere Bilder                                          | Wohnhaus                                                         | Girardetallee 8 Karte                                                  | Doppelhaus mit Nr. 10 | 1913                                                                        | 19. Mai 1995       | A 237           |
| weitere Bilder                                          | Wohnhaus                                                         | Girardetallee 10 Karte                                                 | Doppelhaus mit Nr. 8 | 1913                                                                        | 29. Dezember 1989  | A 142           |
| weitere Bilder                                          | Votivkreuz                                                       | Ecke Hauptstraße/Bismarckstraße Karte                                  | barockes Kreuz, mit Muschelnische, Inschrift gut erhalten:38 | 1712                                                                        | 7. April 1987      | A 104           |
| Wegekreuz                                               | Wegekreuz                                                        | Ecke Hauptstraße/Friedrichstraße Karte                                 | |                                                                             | 7. April 1987      | A 105           |
| weitere Bilder                                          | Hölterhoffstift                                                  | Hauptstraße 5 Karte                                                    | schlossartiges Anwesen in Formen der deutschen Renaissance; Giebel, Erker und Portale aus rotem Sandstein | 1904–1906, 1908–1909                                                        | 5. Oktober 1984    | A 65            |
| weitere Bilder                                          | (R.H.)Edelhoff-Stift                                             | Hauptstraße 8 Karte                                                    | zweigeschossig; italienische Renaissance und Klassizismus; Pilastergliederung, Mäanderfries, Dachgesims | 1870                                                                        | 11. August 1983    | A 32            |
| Wohnhaus                                                | Wohnhaus                                                         | Hauptstraße 8a / Am Spitzenbach Karte                                  | | 1904                                                                        |                    | A 106           |
| Wohnhaus                                                | Wohnhaus                                                         | Hauptstraße 10 Karte                                                   | Doppelhaus mit Nr. 12 | 1902                                                                        |                    | A 107           |
| Wohnhaus                                                | Wohnhaus                                                         | Hauptstraße 12 Karte                                                   | Doppelhaus mit Nr. 10 | 1902                                                                        |                    | A 88            |
| Wohnhaus                                                | Wohnhaus                                                         | Hauptstraße 15a Karte                                                  | Ausführung: Johann Gelsdorf:126 | 1908                                                                        |                    | A 89            |
| Wohnhaus                                                | Wohnhaus                                                         | Hauptstraße 17 Karte                                                   | Ausführung: Johann Gelsdorf:126 | 1908                                                                        | 3. Mai 1983        | A 26            |
| Wohnhaus                                                | Wohnhaus                                                         | Hauptstraße 17a Karte                                                  | Ausführung: Johann Gelsdorf:126; geometrischer Jugendstil:29 | 1906                                                                        |                    | A 90            |
| Wohnhaus mit Fotoatelier                                | Wohnhaus mit Fotoatelier                                         | Hauptstraße 19 Karte                                                   | Ausführung: Johann Gelsdorf:126 | 1903                                                                        | 3. Januar 1983     | A 22            |
| Wohnhaus                                                | Wohnhaus                                                         | Hauptstraße 19a Karte                                                  | Ausführung: Johann Gelsdorf:126 | 1903                                                                        | 5. Oktober 1984    | A 64            |
| weitere Bilder                                          | Wohnhaus                                                         | Hauptstraße 22 Karte                                                   | baulich mit Tagungshotel Maxx verbunden | vor 1896                                                                    |                    | A 91            |
| Wohnhaus                                                | Wohnhaus                                                         | Hauptstraße 23 Karte                                                   | Doppelhaus mit Königin-Sophie-Straße 1; Formensprache der deutschen Frührenaissance:27 | 1900                                                                        |                    | A 92            |
| Wohnhaus                                                | Wohnhaus                                                         | Hauptstraße 25 / Königin-Sophie-Straße Karte                           | „Villa Banzhaf“; Architekt: Johann Adam Rüppel; 1904 Unterkunft der Königin der Niederlande; 1945 starke Kriegsschäden | 1903                                                                        | 27. Juli 1987      | A 108           |
| Wohnhaus                                                | Wohnhaus                                                         | Hauptstraße 25a Karte                                                  | Architekt: Johann Adam Rüppel; im Originalzustand erhaltene Sprossenfenster:39 | 1903                                                                        | 30. April 1996     | A 253           |
| Wohnhaus                                                | Wohnhaus                                                         | Hauptstraße 27a Karte                                                  | | 1905                                                                        |                    | A 110           |
| Wohnhaus                                                | Wohnhaus                                                         | Hauptstraße 27b Karte                                                  | | 1906                                                                        | 10. August 1983    | A 29            |
| weitere Bilder                                          | Wohnhaus mit Café                                                | Hauptstraße 27c Karte                                                  | Architekten: Stein und Happ:127 | 1906/1907                                                                   | 3. Mai 1983        | A 25            |
| weitere Bilder                                          | Kurhaus, Badehaus u. Trinkhalle                                  | Hauptstraße 28 / Luisenstraße 16 Karte                                 | langgestreckter Bau; große Bogenfenster; Innenraum mit Jugendstildekor | 1906, 1939 (Badehaus und Trinkhalle)                                        | 11. August 1983    | A 33            |
| weitere Bilder                                          | Wohn- und Geschäftshaus                                          | Hauptstraße 29 Karte                                                   | | 1904                                                                        | 19. Juni 1985      | A 68            |
| Wohn- und Geschäftshaus                                 | Wohn- und Geschäftshaus                                          | Hauptstraße 30 Karte                                                   | |                                                                             |                    | A 93            |
| weitere Bilder                                          | Wohn- und Geschäftshaus                                          | Hauptstraße 32 Karte                                                   | ehemalige Kolonialwarenhandlung (Hoflieferant), mit Wappen der Königin von Schweden und Norwegen; Ursprung der Honnefer Konservenindustrie |                                                                             | 16. September 1986 | A 118           |
| Wohn- und Geschäftshaus                                 | Wohn- und Geschäftshaus                                          | Hauptstraße 36 Karte                                                   | | vor 1904                                                                    |                    | A 94            |
| Wohnhaus mit Arztpraxis                                 | Wohnhaus mit Arztpraxis                                          | Hauptstraße 38a Karte                                                  | | 1900 ff.                                                                    |                    | A 95            |
| Wohn- und Geschäftshaus                                 | Wohn- und Geschäftshaus                                          | Hauptstraße 38b Karte                                                  | Ausführung: Johann Gelsdorf:127 | 1903                                                                        | 4. November 1981   | A 7             |
| Wohn- und Geschäftshaus (nur Fassade)                   | Wohn- und Geschäftshaus (nur Fassade)                            | Hauptstraße 38c Karte                                                  | Ausführung: Johann Gelsdorf:127 | 1903                                                                        | 10. Juli 1996      | A 257           |
| Wohn- und Geschäftshaus                                 | Wohn- und Geschäftshaus                                          | Hauptstraße 38d Karte                                                  | Ladenzone in ursprünglich erhaltenem Zustand:60 | 1903                                                                        | 18. Mai 1982       | A 18            |
| weitere Bilder                                          | Wohn- und Geschäftshaus                                          | Hauptstraße 40 Karte                                                   | Haus Gutenberg; Jugendstildekor; Architekten: Stein und Happ:127 | 1904                                                                        |                    | A 96            |
| Wohn- und Geschäftshaus                                 | Wohn- und Geschäftshaus                                          | Hauptstraße 40a Karte                                                  | | 1914                                                                        | 5. Juli 1996       | A 256           |
| Wohn- und Geschäftshaus                                 | Wohn- und Geschäftshaus                                          | Hauptstraße 43 Karte                                                   | am Jugendstil orientierte Fassade eines Dreiachsenhauses:29 | 1907                                                                        | 19. Juni 1985      | A 69            |
| weitere Bilder                                          | Wohn- und Geschäftshaus                                          | Hauptstraße 45 Karte                                                   | Fachwerkhaus | 1781                                                                        | 6. Februar 1991    | A 112           |
| Wohn- und Geschäftshaus                                 | Wohn- und Geschäftshaus                                          | Hauptstraße 46 Karte                                                   | | 1902                                                                        |                    | A 98            |
| Wohn- und Geschäftshaus                                 | Wohn- und Geschäftshaus                                          | Hauptstraße 48 Karte                                                   | | 1907                                                                        |                    | A 99            |
| Wohn- und Geschäftshaus                                 | Wohn- und Geschäftshaus                                          | Hauptstraße 49 Karte                                                   | gotisierende Formensprache; achsensymmetrisch aufgebaute Fassade:26 | 1904                                                                        | 3. Januar 1983     | A 23            |
| Wohn- und Geschäftshaus                                 | Wohn- und Geschäftshaus                                          | Hauptstraße 50 Karte                                                   | | 1907                                                                        | 9. Februar 1996    | A 113           |
| Wohn- und Geschäftshaus                                 | Wohn- und Geschäftshaus                                          | Hauptstraße 58a Karte                                                  | | 1896                                                                        | 19. Juni 1985      | A 67            |
| Wohnhaus mit Café                                       | Wohnhaus mit Café                                                | Hauptstraße 63/Kirchstraße Karte                                       | Fachwerkhaus | 1742                                                                        | 7. Januar 1992     | A 160           |
| Wohn- und Geschäftshaus                                 | Wohn- und Geschäftshaus                                          | Hauptstraße 68 Karte                                                   | Ladenzone in ursprünglich erhaltenem Zustand:60 | vor 1904                                                                    | 21. Mai 1996       | A 100           |
| weitere Bilder                                          | Wohn- und Geschäftshaus                                          | Hauptstraße 74/Kirchstraße Karte                                       | Fachwerkhaus; „Altes Pastorat“; klassizistische Haustür:20 | um 1780                                                                     | 7. April 1987      | A 101           |
| weitere Bilder                                          | Wohn- und Geschäftshaus                                          | Hauptstraße 76 Karte                                                   | Fachwerkhaus, verm. als Gasthof erbaut; unverändertes Untergeschoss:20; 2015/16 grundsaniert | 1700–1800                                                                   | 7. April 1986      | A 102           |
| weitere Bilder                                          | Wohn- und Geschäftshaus                                          | Hauptstraße 92 Karte                                                   | Fachwerkhaus; „Sebastians Hüsje“ | 1696                                                                        | 8. Februar 1982    | A 14            |
| BW                                                      | Wohnhaus                                                         | Hauptstraße 101 Karte                                                  | „Villa Trappen“ | 1889/1890:128                                                               | 7. April 1987      | A 103           |
| Villa                                                   | Villa                                                            | Hauptstraße 107 Karte                                                  | „Villa Drissen“, spätklassizistisches Landhaus; fünfachsig, Dreiecksgiebel, Dachgesims, gusseiserner Balkonvorbau; in den 1930er-Jahren Wohnsitz von Nanny Lambrecht:89                                                                                    | 2. Hälfte des 19. Jahrhunderts                                              | 3. Mai 1983        | A 27            |
| BW                                                      | Wegekreuz                                                        | Aegidienberg Himberger Straße/Hubertusstraße Karte                     | |                                                                             | 22. Februar 2021   | A 228           |
| Wohnhaus                                                | Wohnhaus                                                         | Aegidienberg Höveler Straße 2 Karte                                    | |                                                                             | 15. Februar 1993   | A 167           |
| Votivkreuz                                              | Votivkreuz                                                       | Aegidienberg Höveler Straße 2 Karte                                    | Gliederkreuz | 1913                                                                        | 2. März 1994       | A 201           |
| weitere Bilder                                          | Alte Inselbrücke (Grafenwerther Brücke)                          | Insel Grafenwerth Karte                                                | gewölbte Stahlbetonbrücke | 1911                                                                        | 13. Oktober 1993   | A 180           |
| Wegekreuz                                               | Wegekreuz                                                        | Aegidienberg Irlenstraße 7 Karte                                       | Gliederkreuz | 1888                                                                        | 2. März 1994       | A 202           |
| weitere Bilder                                          | St.-Martin-Kapelle                                               | Kapellenstraße 10 Karte                                                | | um 1800                                                                     | 19. Dezember 1991  | A 152           |
| weitere Bilder                                          | Grundschule                                                      | Karl-Broel-Straße 2 Karte                                              | | 1882–1884                                                                   | 9. November 1993   | A 183           |
| weitere Bilder                                          | Wohnhaus und Weinkellerei                                        | Karl-Broel-Straße 3 und 3a / Rhöndorfer Straße Karte                   | „Weingut Broel“ mit Kelleranlage, Kelterhalle, Kontor und Fassküferwerkstatt | 1904 (Wohnhaus), 1905 (Weingut)                                             | 11. November 1982  | A 21            |
| Wohn- und Geschäftshaus                                 | Wohn- und Geschäftshaus                                          | Karl-Broel-Straße 4 Karte                                              | | 1912                                                                        | 6. Mai 2004        | A 279           |
| Wohnhaus                                                | Wohnhaus                                                         | Karl-Broel-Straße 5 Karte                                              | Fachwerkhaus |                                                                             | 27. September 1994 | A 212           |
| weitere Bilder                                          | Kath. Pfarrkirche St. Joh. Baptist                               | Kirchplatz 1 Karte                                                     | Kath. Pfarrkirche St. Joh. Baptist | um 1500; 1913/14                                                            | 31. Mai 1988       | A 134           |
| weitere Bilder                                          | Votivkreuz                                                       | Ecke Kirchstraße / Mülheimer Straße Karte                              | | 1830:30                                                                     | 13. Oktober 1993   | A 171           |
| BW                                                      | Gewölbekeller Hauptgebäude                                       | Kirchstraße 5 Karte                                                    | Fachwerkhaus |                                                                             | 7. Januar 1992     | A 157           |
| Wohn- und Geschäftshaus                                 | Wohn- und Geschäftshaus                                          | Kirchstraße 8 Karte                                                    | zu den ältesten Honnefer Bürgerhäusern zählend, ehemaliges Gerichtsschreiberhaus | 1549 (Giebelinschrift); Ende des 17. Jahrhunderts auf alten Grundmauern     | 2. März 1994       | A 199           |
| Wohn- und Geschäftshaus                                 | Wohn- und Geschäftshaus                                          | Kirchstraße 9 Karte                                                    | Fachwerkhaus; gemauerte Fassade mit geschweiftem Giebel von 1925:81 |                                                                             | 7. Januar 1992     | A 159           |
| weitere Bilder                                          | Wohnhaus                                                         | Kirchstraße 20 Karte                                                   | als Schulhaus entstanden; werksteingegliederte und symmetrische Frontseite | um 1800:70 oder um 1820                                                     | 20. Juni 1985      | A 71            |
| Wohnhaus                                                | Wohnhaus                                                         | Kirchstraße 24 Karte                                                   | Fachwerkhaus |                                                                             | 2. März 1994       | A 200           |
| weitere Bilder                                          | Adenauer-Haus mit Gartenpavillon                                 | Konrad-Adenauer-Straße 8a Karte                                        | zweistöckiges Wohnhaus; Architekt: Ernst Zinsser | 1937; 1964 (Gartenpavillon)                                                 | 8. September 1983  | A 35            |
| Wohnhaus                                                | Wohnhaus                                                         | Königin-Sophie-Straße 1/Hauptstraße Karte                              | Doppelhaus mit Hauptstraße 23; Formensprache der deutschen Frührenaissance:27 | 1900                                                                        | 23. August 1996    | A 258           |
| Wohnhaus                                                | Wohnhaus                                                         | Königin-Sophie-Straße 6 Karte                                          | | 1910                                                                        | 29. Oktober 1990   | A 145           |
| Wohnhaus                                                | Wohnhaus                                                         | Königin-Sophie-Straße 8 Karte                                          | in vereinfachten Formen des englischen Landhausstils | 1910                                                                        | 28. August 1981    | A 2             |
| weitere Bilder                                          | Wohnhaus                                                         | Königin-Sophie-Straße 10 Karte                                         | | 1900                                                                        | 28. Juni 1990      | A 144           |
| weitere Bilder                                          | Wohnhaus                                                         | Königin-Sophie-Straße 13 Karte                                         | Landhausstil | 1901                                                                        | 2. Mai 1984        | A 57            |
| weitere Bilder                                          | Wohnhaus                                                         | Königin-Sophie-Straße 15 Karte                                         | Doppelhaus mit Nr. 17; Ausführung: Johann Gelsdorf:130 | 1903                                                                        | 2. März 1994       | A 195           |
| weitere Bilder                                          | Wohnhaus (Bürgerhaus)                                            | Königin-Sophie-Straße 17 Karte                                         | Doppelhaus mit Nr. 15; Ausführung: Johann Gelsdorf:130 | 1903                                                                        | 7. März 1989       | A 136           |
| weitere Bilder                                          | Wohnhaus                                                         | Königin-Sophie-Straße 19 Karte                                         | Doppelhaus mit Nr. 21; Ausführung: Johann Gelsdorf:130; historisierende Formensprache aus dem Barock | 1902                                                                        | 7. März 1984       | A 50            |
| weitere Bilder                                          | Wohnhaus                                                         | Königin-Sophie-Straße 21 Karte                                         | Doppelhaus mit Nr. 19; Ausführung: Johann Gelsdorf:130 | 1902                                                                        | 2. März 1994       | A 196           |
| Wohnhaus                                                | Wohnhaus                                                         | Königin-Sophie-Straße 23 Karte                                         | Doppelhaus mit Nr. 25; Ausführung: Johann Gelsdorf:130; Details des Landhausstils und historisierende Formensprache der Frührenaissance:28 | 1901                                                                        | 2. März 1994       | A 197           |
| Wohnhaus                                                | Wohnhaus                                                         | Königin-Sophie-Straße 25 Karte                                         | Doppelhaus mit Nr. 25; Ausführung: Johann Gelsdorf:130 | 1901                                                                        | 4. Mai 1981        | A 1             |
| BW                                                      | Gewölbekeller                                                    | Kratzgasse 7 Karte                                                     | Fachwerkhaus |                                                                             | 6. Mai 1997        | A 262           |
| weitere Bilder                                          | Wohnhaus                                                         | Kratzgasse 8 Karte                                                     | „Haus Heinen“; ehemaliger Winzerhof:286 | 1730/1743                                                                   | 8. Juni 1994       | A 207           |
| weitere Bilder                                          | Heiligenhäuschen                                                 | Ecke Kreuzweidenstraße/Bergstraße Karte                                | sog. Annabildchen; mit Giebelkreuz, Annastatue in spitzbogiger Nische, später hinzugefügte Jahreszahl 1664 | neugotisch:18                                                               | 13. Oktober 1993   | A 176           |
| weitere Bilder                                          | Alter Friedhof                                                   | Linzer Straße / Am Wolfshof Karte                                      | mit dem Grab von Carlo Mense | 1831                                                                        | 10. Februar 2000   | A 269           |
| weitere Bilder                                          | Mausoleum                                                        | Am Wolfshof Karte                                                      | auf Altem Friedhof zu Ehren der 1887 verstorbenen Sängerin Mila Röder errichtet; Grabkapelle mit byzantinischer Kuppel und heute zugemauerter Krypta |                                                                             | 4. März 1985       | A 66            |
| weitere Bilder                                          | Votivkreuz                                                       | Ecke Linzer Straße / Karlstraße Karte                                  | Grendelskreuz oder Hundsgrendelskreuz, an der früheren Stelle eines „Grendels“ (=Schlagbaum) zum Schutz der Südgrenze des Herzogtums Berg | 1724                                                                        | 13. Oktober 1993   | A 172           |
| Wohngebäude mit Hofeinfriedung                          | Wohngebäude mit Hofeinfriedung                                   | Linzer Straße 41 Karte                                                 | | 1892                                                                        | 3. März 2021       | A 281           |
| weitere Bilder                                          | Wohnhaus                                                         | Linzer Straße 67 / Kardinal-Frings-Straße Karte                        | | 1901                                                                        | 8. Juli 1986       | A 85            |
| weitere Bilder                                          | Wohnhaus                                                         | Linzer Straße 80/Karlstraße Karte                                      | | 1895                                                                        | 3. November 1992   | A 165           |
| weitere Bilder                                          | Löwenburger Hof                                                  | Löwenburgstraße Karte                                                  | ehemaliger Bau- und Viehhof der Löwenburg, seit 1910 Hotel- und Gaststättenbetrieb | 1908–1910                                                                   | 21. Juli 1986      | A 87            |
| Votivkreuz                                              | Votivkreuz                                                       | Rhöndorf Löwenburgstraße Karte                                         | | 1777                                                                        | 14. Dezember 1993  | A 190           |
| Wohnhaus                                                | Wohnhaus                                                         | Rhöndorf Löwenburgstraße 12 Karte                                      | zweigeschossiges Gebäude in Massivbauweise, traufständiges Satteldach, rückwärtig Fachwerk, 1979 Neuverputzung und Neubedachung | 18. Jahrhundert                                                             | 6. Oktober 1995    | A 243           |
| weitere Bilder                                          | Wohnhaus                                                         | Löwenburgstraße 24 Karte                                               | Fachwerkhaus |                                                                             | 11. September 1986 | A 117           |
| Wohnhaus                                                | Wohnhaus                                                         | Löwenburgstraße 34 Karte                                               | Fachwerkhaus |                                                                             | 12. Juli 1995      | A 240           |
| Fachwerkhaus                                            | Fachwerkhaus                                                     | Löwenburgstraße 37/39 Karte                                            | ehem. Weingut:92 | 1709                                                                        | 10. November 1988  | A 135           |
| weitere Bilder                                          | Wohnhaus                                                         | Löwenburgstraße 43/45 Karte                                            | Fachwerkhaus; einer der ältesten Winzerhöfe Rhöndorfs:53 |                                                                             | 12. Juli 1995      | A 241           |
| Wohnhaus                                                | Wohnhaus                                                         | Löwenburgstraße 44 Karte                                               | Fachwerkhaus; ehemaliger Winzerhof:272 |                                                                             | 12. Juli 1995      | A 242           |
| weitere Bilder                                          | Wohnhaus                                                         | Löwenburgstraße 46 Karte                                               | Fachwerkhaus, verwinkelte Hofanlage; ehemaliger Winzerhof:272 | 18. Jahrhundert                                                             | 6. Oktober 1995    | A 244           |
| weitere Bilder                                          | Wohnhaus                                                         | Löwenburgstraße 48 Karte                                               | Fachwerkhaus, verwinkelte Hofanlage; im 19. Jahrhundert Verputzung und Verblendung des Erdgeschosses an der Stirnseite mit Backstein | Ende 18. Jahrhundert                                                        | 6. Oktober 1995    | A 245           |
| weitere Bilder                                          | Wohnhaus                                                         | Löwenburgstraße 50 Karte                                               | verputztes Fachwerkhaus:80, ehemals dreiflügelig | Ende 18. Jahrhundert                                                        | 6. Oktober 1995    | A 246           |
| weitere Bilder                                          | Wohnhaus (Landhausvilla)                                         | Löwenburgstraße 57 Karte                                               | Haus Redeligx (Bauherr: Wilhelm Redeligx); Reformstil:53 | 1896                                                                        | 23. Oktober 1995   | A 75            |
| weitere Bilder                                          | Fachwerkhaus (Fachwerkteil mit Gewölbekeller)                    | Löwenburgstraße 60 Karte                                               | |                                                                             | 8. Juli 1986       | A 81            |
| weitere Bilder                                          | Waldfriedhof                                                     | Löwenburgstraße Karte                                                  | ursprünglich angelegt nach Entwurf von Karl Menser | 1920 ff.                                                                    | 13. Oktober 2011   | A 291           |
| weitere Bilder                                          | Friedhofskapelle (alt)                                           | Löwenburgstraße 75 (Waldfriedhof) Karte                                | an höchstem Punkt des Waldfriedhofs; im Innern aus hellem Sandstein drei Reliefs und eine Pietà; Entwurf: Karl Menser | 1922–1924                                                                   | 23. Oktober 1985   | A 76            |
|                                                         | Grabdenkmal                                                      | Löwenburgstraße 75 (Waldfriedhof)                                      | |                                                                             | 4. Juli 2000       | A 272           |
| weitere Bilder                                          | Burg Arntz (Villa)                                               | Lohfelder Straße 122/124 Karte                                         | ehemaliges Landhaus des Forschungsreisenden Emil Arntz; Architekt: Wilhelm Kreis (Umbau 1911/12) | 1903, 1911–1912                                                             | 16. April 1984     | A 52            |
| weitere Bilder                                          | Uhlhof (ehem. Villa Mauser) mit Parkgelände und Begrenzungsmauer | Lohfelder Straße 128 Karte                                             | ursprünglich „Haus Elise“; Nutzung durch Akademie für Internationale Zusammenarbeit; Villa mit Erweiterungsbau verbunden | 1904–1906                                                                   | 9. Dezember 1999   | A 268           |
| weitere Bilder                                          | Villa                                                            | Luisenstraße 1 Karte                                                   | Stil: italienische Neorenaissance; ehem. „Villa Modersohn“ genannt, 1888–1901 im Besitz von Hugo von Obernitz; seit 1979 zur Rheinklinik gehörend, ab 1984 unbewohnt, 1988 teilweise Zerstörung durch Brand, 2004/05 Herrichtung und Anbau für Rheinklinik | 1849–51                                                                     | 16. März 1984      | A 51            |
| weitere Bilder                                          | Ev. Pfarrkirche                                                  | Luisenstraße 13 Karte                                                  | „Erlöserkirche“; Architekt: Ludwig Hofmann; neuromanisches Kirchenschiff, Tonnengewölbe; im Chor rundbogige Fenster von 1961 | 1899–1900                                                                   | 7. Januar 1992     | A 155           |
| weitere Bilder                                          | Wohnhaus                                                         | Luisenstraße 15 Karte                                                  | | 1889                                                                        | 16. April 1984     | A 55            |
| Wohnhaus                                                | Wohnhaus                                                         | Luisenstraße 16 (s. a. Hauptstraße 28) Karte                           | |                                                                             | 11. August 1983    | A 33            |
| Wohnhaus                                                | Wohnhaus                                                         | Luisenstraße 19 Karte                                                  | ab 1921 Wohnhaus des Landschaftsmalers und Lithographen Julius Bretz:99 | 1896                                                                        | 8. Mai 1995        | A 223           |
| Wohnhaus                                                | Wohnhaus                                                         | Luisenstraße 29 Karte                                                  | | 1895                                                                        | 8. Mai 1995        | A 224           |
| Wohnhaus                                                | Wohnhaus                                                         | Luisenstraße 31 Karte                                                  | Ausführung: Johann Gelsdorf:134 | 1896                                                                        | 8. Mai 1995        | A 225           |
| weitere Bilder                                          | Wohnhaus                                                         | Luisenstraße 33 Karte                                                  | Ausführung: Johann Gelsdorf:134 | 1897                                                                        | 8. Mai 1995        | A 226           |
| Wohnhaus mit Vorgartengitter                            | Wohnhaus mit Vorgartengitter                                     | Luisenstraße 35 Karte                                                  | Ausführung: Johann Gelsdorf:134 | 1897                                                                        | 3. Mai 1983        | A 24            |
| Wohnhaus                                                | Wohnhaus                                                         | Luisenstraße 38 Karte                                                  | Ausführung: Johann Gelsdorf:134 | 1898                                                                        | 17. November 1986  | A 120           |
| Wohnhaus                                                | Wohnhaus                                                         | Luisenstraße 40 Karte                                                  | Ausführung: Johann Gelsdorf:134 | 1898–1899                                                                   | 8. Mai 1995        | A 227/1         |
| weitere Bilder                                          | Wohnhaus                                                         | Luisenstraße 41 Karte                                                  | | 1905                                                                        | 28. Juni 1989      | A 139           |
| Wohnhaus                                                | Wohnhaus                                                         | Luisenstraße 42 Karte                                                  | Ausführung: Johann Gelsdorf:134 | 1898                                                                        | 9. Mai 1995        | A 227/2         |
| weitere Bilder                                          | Wohnhaus                                                         | Luisenstraße 45 Karte                                                  | | 1899                                                                        | 11. November 1982  | A 20            |
| weitere Bilder                                          | Wohnhaus                                                         | Luisenstraße 47 Karte                                                  | Doppelhaushälfte (siehe Luisenstraße 49); Haus „am Brünnle“ (wegen gegenüberliegendem Brunnen) | 1903                                                                        | 23. Oktober 1985   | A 77            |
| weitere Bilder                                          | Wohnhaus                                                         | Luisenstraße 49 Karte                                                  | Doppelhaushälfte (siehe Luisenstraße 47) | 1903                                                                        | 9. Mai 1995        | A 228           |
| Votivkreuz                                              | Votivkreuz                                                       | Markt Karte                                                            | „Marktkreuz“; ersetzte Kreuz an gleicher Stelle; Bauform: Gliederkreuz, mit Fünfwundenkreuz, Inschriften an Sockel und Kreuz | 1717:15                                                                     | 13. Oktober 1993   | A 173           |
| weitere Bilder                                          | Wohnhaus mit Gaststätte                                          | Markt 4 Karte                                                          | giebelständiges Fachwerkhaus; in Rähmbauweise errichtet |                                                                             | 7. Januar 1992     | A 156           |
| weitere Bilder                                          | Gaststätte (ehem. Rathaus)                                       | Markt 6 Karte                                                          | historisierende Formensprache, gotische Schmuckelemente; mit farbig gefasstem Stadtwappen; Architekt: Johann Georg Eberlein | 1894/95                                                                     | 17. November 1986  | A 121           |
| weitere Bilder                                          | Fachwerkhaus (ehem. Verwaltungsgebäude)                          | Markt 7 Karte                                                          | ehemaliges Standesamt; in Rähmbauweise errichtet | 17./18. Jahrhundert                                                         | 20. November 1986  | A 122           |
| weitere Bilder                                          | Hontes                                                           | Markt 9 Karte                                                          | ältestes profanes Gebäude von Bad Honnef | 1627 (Ersterwähnung), Grundmauern aus dem Mittelalter; 1650 (andere Quelle) | 17. November 1986  | A 119           |
| Wohnhaus                                                | Wohnhaus                                                         | Markt 11 Karte                                                         | | vor 1896                                                                    | 8. Juni 1994       | A 208           |
| Wohnhaus (ehem. Villa Coenders)                         | Wohnhaus (ehem. Villa Coenders)                                  | Menzenberg 6–8 Karte                                                   | ehem. Weingut Coenders; ab 1710 zum Kloster Düsselthal:288 | um 1680, 1880:288                                                           | 21. Juni 1982      | A 19            |
| weitere Bilder                                          | Karl-Simrock-Haus mit Nebengebäude (Haus Parzival)               | Menzenberg 9 Karte                                                     | klassizistisches Haus, Nebengebäude: Kelterhaus des Weinguts von Simrock, kopfsteingepflasterter Hof; über älterer Grundmauer errichtet; 1983/84 wiederhergestellt:21                                                                                      | 1840                                                                        | 16. Dezember 1981  | A 13            |
| Wohnhaus                                                | Wohnhaus                                                         | Menzenberg 11 Karte                                                    | ehemaliges Weingut des Kölner Jesuitenkollegs; Neubau 1841 auf alten Fundamenten; Bauherr: Gerhard Schumacher | 18./19. Jahrhundert                                                         | 24. September 1984 | A 63            |
| weitere Bilder                                          | Wohnhaus (ehem. Weingut Menzenberg)                              | Menzenberg 12 Karte                                                    | | 1889                                                                        | 25. Juli 1995      | A 265           |
| weitere Bilder                                          | Gut Schloß Hagerhof mit Park und Mauerstück                      | Menzenberg 13 Karte                                                    | Architekt: Edwin Oppler (1865/68) | 1865–1868 (umfassender Umbau)                                               | 6. Oktober 1995    | A 247           |
| weitere Bilder                                          | Hagerhof (Stallgebäude)                                          | Menzenberg 15 Karte                                                    | Reitstall Gut Limpich mit Reithalle im Jugendstil (Architekt: Hermann Eberhard Pflaume); 1955 Teilumbau zu Wohnung:92 | 1880/1904                                                                   | 11. August 1983    | A 30            |
| Wohnhaus                                                | Wohnhaus                                                         | Moltkestraße 8 Karte                                                   | | 1908                                                                        | 27. April 2017     | A 292           |
| Wohnhaus                                                | Wohnhaus                                                         | Möschbachstraße 4 Karte                                                | Fachwerkhaus | 1775                                                                        | 21. April 1982     | A 15            |
| weitere Bilder                                          | Wohnhaus                                                         | Möschbachstraße 6 Karte                                                | | 1907                                                                        | 2. Mai 1984        | A 58            |
| weitere Bilder                                          | Wohnhaus                                                         | Möschbachstraße 8 Karte                                                | | 1907                                                                        | 8. Mai 1995        | A 221           |
| Wohnhaus                                                | Wohnhaus                                                         | Möschbachstraße 12 Karte                                               | sog. „Hillenhaus“; ursprünglicher Eingangsbereich erhalten:71 | 17./18. Jahrhundert:286                                                     | 8. Mai 1995        | A 222           |
| Landhaus Hermann-Frank                                  | Landhaus Hermann-Frank                                           | Mülheimer Straße 6–8 Karte                                             | |                                                                             | 10. Juni 2019      | A 97            |
| Villa                                                   | Villa                                                            | Mülheimer Straße 15 Karte                                              | Architekt: Ottomar Stein:135; Stilelemente der deutschen Gotik und Renaissance | 1903, 1948 (Umbau/Aufstockung)                                              | 20. Februar 2002   | A 276           |
| Wohnhaus                                                | Wohnhaus                                                         | Mülheimer Straße 28 Karte                                              | Fachwerkhaus |                                                                             | 20. Juni 1985      | A 72            |
| Wohnhaus                                                | Wohnhaus                                                         | Mülheimer Straße 32/Kirchstraße Karte                                  | Fachwerkhaus |                                                                             | 20. Juni 1985      | A 73            |
| weitere Bilder                                          | Fachhochschule (ehem. mittelalterlicher kölnischer Bischofshof)  | Mülheimer Straße 36 Karte                                              | burgartige Anlage; neugotisch umgebauter Turm; ehem. Handelsschule St. Anno |                                                                             | 14. Mai 1987       | A 124           |
| Gedenk-Kreuz (Morsbach-Kreuz)                           | Gedenk-Kreuz (Morsbach-Kreuz)                                    | Mucherwiesental Karte                                                  | Steinkreuz |                                                                             | 13. Dezember 2000  | A 273           |
| weitere Bilder                                          | Schaaffhausenkreuz                                               | Mucherwiesental Karte                                                  | zu Ehren des hl. Servatius; 1965 von der Schmelztalstraße an den heutigen Standort versetzt | 1903                                                                        | 13. Dezember 2000  | A 274           |
| weitere Bilder                                          | Votivkreuz                                                       | Aegidienberg Orscheider Straße, vor Haus Nr. 27a Karte                 | Gliederkreuz | 1879                                                                        | 14. Dezember 1993  | A 189           |
| weitere Bilder                                          | Wohnhaus                                                         | Reichenberger Straße 7 Karte                                           | | 1905                                                                        | 19. Mai 1995       | A 231           |
| Wohnhaus                                                | Wohnhaus                                                         | Reichenberger Straße 11 Karte                                          | | 1898                                                                        | 19. Mai 1995       | A 232           |
| Wohnhaus                                                | Wohnhaus                                                         | Reichenberger Straße 11a Karte                                         | Doppelhaus mit Nr. 11b | 1911                                                                        | 20. Juli 1987      | A 127           |
| Wohnhaus                                                | Wohnhaus                                                         | Reichenberger Straße 11b Karte                                         | Doppelhaus mit Nr. 11a | 1911                                                                        | 20. Juli 1987      | A 126           |
| Wohnhaus                                                | Wohnhaus                                                         | Reichenberger Straße 17 Karte                                          | | vor 1878                                                                    | 10. Juli 1991      | A 149           |
| Wohnhaus                                                | Wohnhaus                                                         | Reichenberger Straße 19/Bergstraße Karte                               | | 1899                                                                        | 19. Mai 1995       | A 233           |
| Wohnhaus                                                | Wohnhaus                                                         | Reichenberger Straße 19a Karte                                         | | 1898                                                                        | 19. Mai 1995       | A 234           |
| Wohnhaus                                                | Wohnhaus                                                         | Reichenberger Straße 22 Karte                                          | Architekt/Bauherr: Ottomar Stein:136 | 1908                                                                        | 10. Juli 1989      | A 141           |
| Wohnhaus                                                | Wohnhaus                                                         | Reichenberger Straße 25 Karte                                          | | 1902                                                                        | 9. Juni 1992       | A 163           |
| Wohnhaus                                                | Wohnhaus                                                         | Reichenberger Straße 26 Karte                                          | | 1900                                                                        | 19. Januar 1988    | A 130           |
| weitere Bilder                                          | Wohnhaus                                                         | Reichenberger Straße 31 Karte                                          | Ausführung: Johann Gelsdorf:136 | 1910                                                                        | 19. Mai 1995       | A 235           |
| weitere Bilder                                          | Wohnhaus                                                         | Reichenberger Straße 33 Karte                                          | Ausführung: Johann Gelsdorf:136 | 1910                                                                        | 19. Mai 1995       | A 236           |
| weitere Bilder                                          | Wohnhaus                                                         | Reichenberger Straße 44c Karte                                         | |                                                                             | 12. Juli 1995      | A 238           |
| Wohnhaus                                                | Wohnhaus                                                         | Reichenberger Straße 48 Karte                                          | Architekt/Bauherr: Ottomar Stein:136 | 1898                                                                        | 20. Juli 1987      | A 125           |
| Wohnhaus                                                | Wohnhaus                                                         | Reichenberger Straße 50 Karte                                          | | 1902                                                                        | 12. Juli 1995      | A 239           |
| Wohnhaus                                                | Wohnhaus                                                         | Reichenberger Straße 52 Karte                                          | | 1899                                                                        | 23. November 1987  | A 129           |
| Wegekreuz                                               | Wegekreuz                                                        | Aegidienberg Retscheider Straße / Im Becherfeld Karte                  | | 1911                                                                        | 3. Dezember 2021   | A 286           |
| Gaststätte „Domkapitelhof“ (ehem. Domherrenhof)         | Gaststätte „Domkapitelhof“ (ehem. Domherrenhof)                  | Rhöndorfer Straße 36 Karte                                             | Fachwerkhaus; ehem. Winzerhof (ältester Nachweis 1601); ab 1755/60 zum Kölner Domkapitel:26 und Erweiterungen:286, 1824 Versteigerung | um 1690–um 1750                                                             | 3. Mai 1988        | A 132           |
| weitere Bilder                                          | Gaststätte Zur alten Kapelle                                     | Rhöndorfer Straße 37 Karte                                             | Fachwerkhaus, Obergeschoss urspr. verputzt; erster Standort der 1879 eingerichteten Postagentur Rhöndorf | 18. Jahrhundert, 19. Jahrhundert (Umbau zur Gaststätte)                     | 16. April 1984     | A 53            |
| weitere Bilder                                          | Kath. Marienkapelle                                              | Rhöndorfer Straße 37a Karte                                            | verputzter Bruchsteinbau; Barockaltar aus Entstehungszeit; mitten in Fahrbahn gelegen | 1714                                                                        | 16. April 1992     | A 162           |
| weitere Bilder                                          | Votivkreuz (an Marienkapelle)                                    | Rhöndorfer Straße 37a Karte                                            | barockes Votivkreuz; an Ostseite der Marienkapelle | 1778:15                                                                     | 13. Oktober 1993   | A 175           |
| Wohnhaus                                                | Wohnhaus                                                         | Rhöndorfer Straße 58 Karte                                             | | 1902                                                                        | 23. Dezember 1991  | A 161           |
| Votivkreuz                                              | Votivkreuz                                                       | Rhöndorfer Straße/Mühlenweg Karte                                      | in der Nachkriegszeit ersetzt:56 | 1731                                                                        | 13. Oktober 1993   | A 174           |
| Villa (Wohnhaus)                                        | Villa (Wohnhaus)                                                 | Rhöndorfer Straße 72 Karte                                             | Ausführung: Johann Gelsdorf:137 | 1910                                                                        | 30. September 2003 | A 277           |
| Villa (Wohnhaus)                                        | Villa (Wohnhaus)                                                 | Rhöndorfer Straße 74 Karte                                             | Ausführung: Johann Gelsdorf:137 | 1910                                                                        | 30. September 2003 | A 278           |
| Wohngebäude (Haus Demrath)                              | Wohngebäude (Haus Demrath)                                       | Rhöndorfer Straße 107 Karte                                            | Architekten: Stein und Happ:138 | 1904                                                                        | 18. November 2021  | A 285           |
| Votivkreuz                                              | Votivkreuz                                                       | Aegidienberg Ringstraße 5 Karte                                        | Schaft-/Gliederkreuz; Inschrift verwittert |                                                                             | 2. März 1994       | A 203           |
| weitere Bilder                                          | Pesthäuschen                                                     | Ecke Rommersdorfer Straße / Schaaffhausenstraße Karte                  | sog. Annabildchen; kapellenartiger Bau aus massivem Bruchsteinmauerwerk mit geschweiftem, barocken Schieferdach:73 und bruchsteingemauertem Unterbau | 1618 (Datierung); Ende des 19. Jahrhunderts (hl. Anna-Statue)               | 13. Oktober 1993   | A 177           |
| weitere Bilder                                          | Votivkreuz                                                       | Ecke Rommersdorfer Straße / Bismarckstraße Karte                       | Aufschrift: I N R I Reno Vatum 1833 1984 |                                                                             | 9. November 1993   | A 184           |
| Gaststätte (ehem. Standesamt)                           | Gaststätte (ehem. Standesamt)                                    | Rommersdorfer Straße 1 Karte                                           | Fachwerkhaus | 1769                                                                        | 20. November 1986  | A 123           |
| weitere Bilder                                          | Kaplanei, Tor, Einfriedung                                       | Rommersdorfer Straße 2 Karte                                           | auf Grundstück des ehemaligen Siegburger Hofs (1817 abgebrochen):287, verfügte 1555 über ein Hofgericht | 1905 (Kaplanei)                                                             | 27. September 1994 | A 213           |
| weitere Bilder                                          | Kindergarten                                                     | Rommersdorfer Straße 37 Karte                                          | Ausführung: Johann Gelsdorf:139 | 1901                                                                        | 27. September 1994 | A 214           |
| Wohnhaus                                                | Wohnhaus                                                         | Rommersdorfer Straße 45 Karte                                          | klassizistisches Haus:29 | 1877                                                                        | 5. November 1981   | A 5             |
| Wohnhaus                                                | Wohnhaus                                                         | Rommersdorfer Straße 62 Karte                                          | Fachwerkhaus | 1771                                                                        | 9. Mai 1995        | A 229           |
| weitere Bilder                                          | Wohnhaus (Altbau)                                                | Rommersdorfer Straße 65a Karte                                         | Fachwerkhaus; ehem. Weingut:93 |                                                                             | 28. Juni 1989      | A 140           |
| Wohnhaus                                                | Wohnhaus                                                         | Rommersdorfer Straße 75 Karte                                          | Fachwerkhaus; „Mertener Hof“ | 1733                                                                        | 27. September 1994 | A 215           |
| Wohnhaus                                                | Wohnhaus                                                         | Rommersdorfer Straße 77 Karte                                          | Fachwerkhaus; „Mertener Hof“ | 1733                                                                        | 9. Mai 1995        | A 230           |
| weitere Bilder                                          | Feuerschlößchen mit Pförtnerhaus                                 | Rommersdorfer Straße 78–82 Karte                                       | Feuerschlößchen | 1905/1906                                                                   | 25. Juni 1986      | A 79            |
| Steinkreuz                                              | Steinkreuz                                                       | Rommersdorfer Straße 78–82 Karte                                       | Standort: in Außenmauer des Pförtnerhauses des Feuerschlößchens; Inschrift: Tod von Peter Refeler:66 | 1712                                                                        | 25. Juni 1986      | A 80            |
| weitere Bilder                                          | Wohnhaus                                                         | Rommersdorfer Straße 79 Karte                                          | Fachwerkhaus |                                                                             | 2. Mai 1984        | A 56            |
| Nebengebäude (zu Wilhelmstraße 11)                      | Nebengebäude (zu Wilhelmstraße 11)                               | Rommersdorfer Straße 81                                                | |                                                                             |                    |                 |
| weitere Bilder                                          | St. Anna-Kapelle                                                 | Rommersdorfer Straße 84/Spießgasse Karte                               | rein gotische Elemente, große Maßwerkfenster, von Fialen bekrönte Vorhalle, gewölbter Chor; Architekt: August Lange | 1868/1869                                                                   | 23. Dezember 1991  | A 153           |
| Torbogen                                                | Torbogen                                                         | Rommersdorfer Straße 92 / Möschbachstraße Karte                        | schmiedeeisernes Gitter; mit Familienwappen des Kölner Schirmfabrikanten Eck:75 |                                                                             | 23. August 1991    | A 150           |
| Zehntscheune-Torbogen                                   | Zehntscheune-Torbogen                                            | Schaaffhausenstraße/Frankenweg Karte                                   | zur ehem. Zehntscheune der Pfarrkirche gehörig, aus deren Abbruchmaterial wiedererrichtet:74 | 1719                                                                        | 25. Oktober 1983   | A 47            |
| weitere Bilder                                          | Villa Schaaffhausen mit Fachwerkhaus, Monopteros und Parkanlage  | Schaaffhausenstraße 3 und 5 Karte                                      | burgartige Anlage | 1776 (Fachwerkhaus); 1843/1856; 1874 (Monopteros)                           | 26. April 1984     | A 54            |
| Wohnhaus und Gewölbekeller                              | Wohnhaus und Gewölbekeller                                       | Schulstraße 34 Karte                                                   | Fachwerkhaus |                                                                             | 6. November 1992   | A 164           |
| Wohnhaus                                                | Wohnhaus                                                         | Schulstraße 35 Karte                                                   | Fachwerkhaus |                                                                             | 4. April 1995      | A 220           |
| weitere Bilder                                          | Votivkreuz                                                       | Schülgenstraße/Göttchesplatz Karte                                     | zur Erinnerung an 1689 abgebrannte Sakramentskapelle Domus Dei (1341):64 |                                                                             | 14. Dezember 1993  | A 191           |
| Wegekreuz (Jaaßkrüz) an der Martinskapelle (Rückseite)  | Wegekreuz (Jaaßkrüz) an der Martinskapelle (Rückseite)           | Selhofer Straße Karte                                                  | 1984 restauriert, mehrfacher Standortwechsel; Kreuz aus flacher Steintafel geschnitten, Flachrelief des Gekreuzigten | um 1800                                                                     |                    | A 275           |
| weitere Bilder                                          | Heiligenhäuschen                                                 | Ecke Selhofer Straße / Beueler Straße Karte                            | sog. Annabildchen zur Erinnerung an Pestzeit; Holzskulptur der Madonna mit dem Jesuskind | 1666                                                                        | 13. Oktober 1993   | A 178           |
| Wohnhaus                                                | Wohnhaus                                                         | Selhofer Straße 35 Karte                                               | |                                                                             | 5. September 1996  | A 259           |
| Wohnhaus mit Scheune                                    | Wohnhaus mit Scheune                                             | Selhofer Straße 40 Karte                                               | | 1880                                                                        | 8. Juli 1986       | A 84            |
| weitere Bilder                                          | Wohnhaus mit Gaststätte                                          | Selhofer Straße 42 Karte                                               | |                                                                             | 12. Dezember 1996  | A 260           |
| BW                                                      | Wohnhaus                                                         | Selhofer Straße 60 Karte                                               | |                                                                             | 28. Juni 1989      | A 138           |
| weitere Bilder                                          | St. Servatius-Kapelle                                            | Servatiushof Karte                                                     | einschiffiger, gelblich verputzter Bruchsteinbau mit schmalerem Chorhaus | 1755                                                                        | 23. Dezember 1991  | A 154           |
| Votivkreuz                                              | Votivkreuz                                                       | Servatiushof Karte                                                     | |                                                                             | 14. Dezember 1993  | A 188           |
| weitere Bilder                                          | Wohnhaus                                                         | Spießgasse 1 Karte                                                     | Fachwerkhaus; überstand den großen Brand von 1689; ehemaliges Hofzentgut der Herzöge von Jülich-Berg und späteres Weingut des Kreuzherrenklosters Ehrenstein:70; „Kreuzbrüderhof“:21                                                                       | 1660                                                                        | 27. September 1994 | A 216           |
| Wohnhaus                                                | Wohnhaus                                                         | Spießgasse 1a Karte                                                    | Fachwerkhaus | 1660                                                                        | 18. Oktober 1994   | A 217           |
| weitere Bilder                                          | Weinhaus Steinbach                                               | Spießgasse 2 Karte                                                     | Fachwerkhaus | 1752, 1878 (Erweiterung):71                                                 | 30. Oktober 1985   | A 78            |
| Wohnhaus                                                | Wohnhaus                                                         | Spießgasse 9 Karte                                                     | ehemaliges Rektorenhaus der Annakapelle; gegen Ende des Zweiten Weltkriegs Wohnort von Joseph Frings:70 |                                                                             | 7. Oktober 1991    | A 151           |
| Wegekreuz                                               | Wegekreuz                                                        | Aegidienberg Steinacker 9 Karte                                        | Gliederkreuz | 19. Jahrhundert                                                             | 8. Juni 1994       | A 206           |
| weitere Bilder                                          | Wohnhaus                                                         | Weyermannallee 1a Karte                                                | „Villa Martha“; 1919–1942 Wohnhaus von Johann Joseph Brungs (Autor zur Stadtgeschichte) | 1903                                                                        | 8. Juni 1994       | A 204           |
| Wohnhaus                                                | Wohnhaus                                                         | Weyermannallee 1b Karte                                                | | 1903                                                                        | 8. Juni 1994       | A 205           |
| Wohnhaus                                                | Wohnhaus                                                         | Weyermannallee 3 Karte                                                 | | 1898                                                                        | 21. Juni 1994      | A 209           |
| Wohnhaus                                                | Wohnhaus                                                         | Weyermannallee 5 Karte                                                 | | 1898                                                                        | 10. August 1983    | A 28            |
| Wohnhaus                                                | Wohnhaus                                                         | Weyermannallee 6 Karte                                                 | „Villa Elisabeth“; Doppelvilla mit Nr. 8, Architekt: Ottomar Stein:140 | 1902                                                                        | 27. September 1994 | A 218           |
| Wohnhaus                                                | Wohnhaus                                                         | Weyermannallee 7 Karte                                                 | | 1898                                                                        | 21. Juni 1994      | A 210           |
| weitere Bilder                                          | Wohnhaus                                                         | Weyermannallee 8 Karte                                                 | „Villa Gertrude“; Doppelvilla mit Nr. 6, Architekt: Ottomar Stein:140 | 1902                                                                        | 27. September 1994 | A 219           |
| Wohnhaus                                                | Wohnhaus                                                         | Weyermannallee 9 Karte                                                 | | 1898                                                                        | 21. Juni 1994      | A 211           |
| weitere Bilder                                          | Wohnhaus                                                         | Weyermannallee 11 Karte                                                | | 1898                                                                        | 19. Januar 1998    | A 131           |
| weitere Bilder                                          | Brunnen mit Annasäule                                            | Wilhelmstraße/Rommersdorfer Straße Karte                               | Annasäule von Peter Terkatz | 1924                                                                        | 13. Oktober 1993   | A 179           |
| Wohnhaus (Hauptgebäude)                                 | Wohnhaus (Hauptgebäude)                                          | Wilhelmstraße 11 / Rommersdorfer Straße Karte                          | |                                                                             | 9. Mai 1990        | A 143           |
| Wegekreuz                                               | Wegekreuz                                                        | Aegidienberg Wülscheider Kirchweg 6 Karte                              | Gliederkreuz | 1858 oder 1868                                                              | 4. Juli 2000       | A 271           |
| „Backes“ (Backhaus, Backofen, Rauchkammer, Kochstellen) | „Backes“ (Backhaus, Backofen, Rauchkammer, Kochstellen)          | Aegidienberg Wülscheider Straße 35 Karte                               | mit Königswinterer Backofen aus dem späten 19. Jahrhundert |                                                                             | 14. Oktober 1997   | A 266           |
| BW                                                      | Wohnhaus                                                         | Aegidienberg Wülscheider Straße 43 Karte                               | Fachwerkhaus aus dem 18. Jahrhundert |                                                                             | 16. Januar 1991    | A 147           |

## Ehemalige Baudenkmäler
| Bild | Bezeichnung             | Lage                | Beschreibung             | Bauzeit | Eingetragen seit | Denkmal- nummer |
| ---- | ----------------------- | ------------------- | ------------------------ | ------- | ---------------- | --------------- |
| BW   | Wohn- und Geschäftshaus | Kirchstraße 7 Karte | Fachwerkhaus; abgerissen |         | 7. Januar 1992   | A 158           |